# Föreningen Veteranjärnvägen

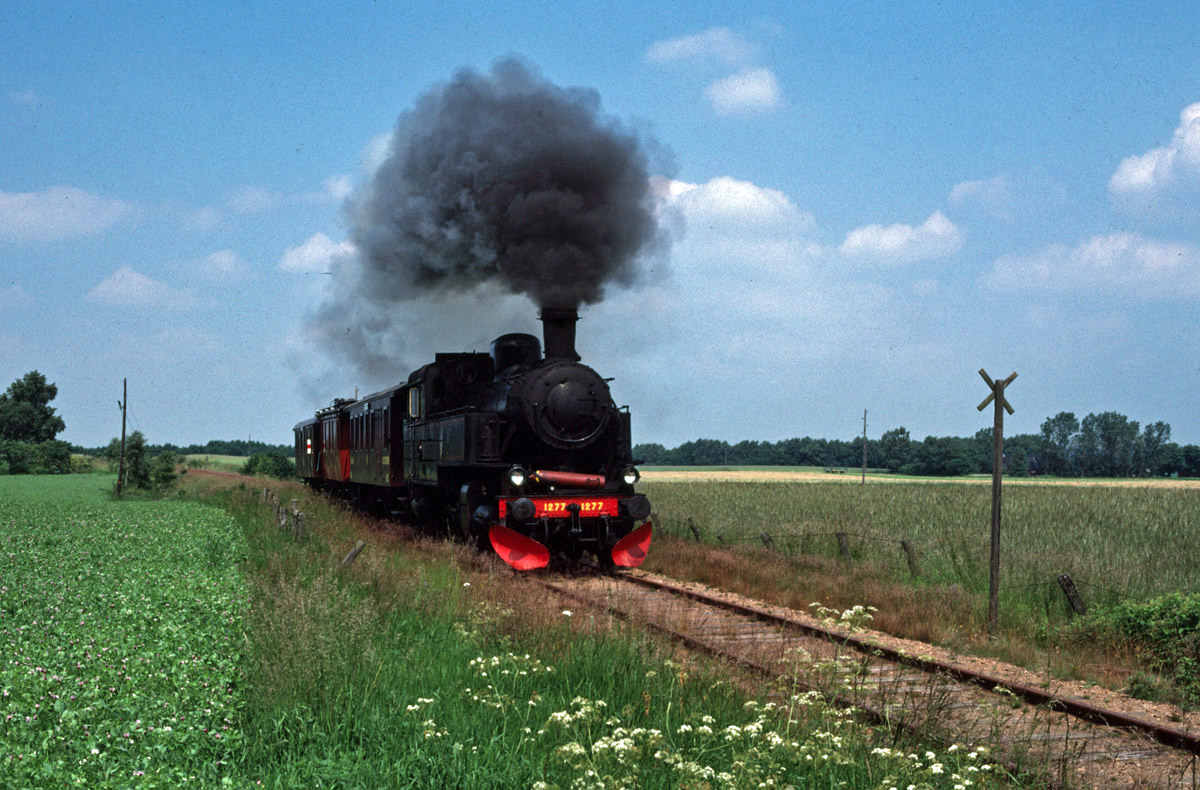
Veterantåg mellan Klippan och Ljungbyhed (1987)

Föreningen Veteranjärnvägen (Veteranjärnvägen Klippan-Ljungbyhed) är en järnvägsmuseiförening i Skåne. Föreningen startades den 8 juni 1972 under namnet Helsingborgs Veteranjärnväg. Syftet var att bevara loket S6 1611. Föreningen höll från början till i Helsingborg. År 1973 flyttades verksamheten till Billesholm.  Åren 1974–1979 kördes museitåg på sträckan Billesholm–Skromberga. Ett önskemål var att bedriva trafik på sträckan Örkelljunga–Stidsvig. SJ ville inte gå med på detta. År 1980 bytte föreningen namn till Museiföreningen Klippan Ljungbyheds Järnväg. Klippans kommun hade köpt bandelen Klippan–Ljungbyhed av SJ. Invigningståget Klippan–Ljungbyhed gick den 5 juli 1980. År 1981 tog föreningen i bruk lokstallet i Klippan och år 1982 flyttades Tormestorps stationshus till Klippan. En mängd nya fordon hade anskaffats av föreningen. År 1988 byggdes ett 400 meter långt infartsspår i Klippan. År 1993 upphörde trafiken mellan Klippan och Ljungbyhed på grund av banproblem.
| Littera och nummer | Tillverkningsår | Till föreningen år | Anmärkning   |
| ------------------ | --------------- | ------------------ | ------------ |
| S6 1611 /GBJ 23    | 1918            | 1972               | Såld 1993    |
| N 1448             | 1920            | 1974               | Skrotad      |
| A6 1543 / HHJ 21   | 1918            | 1973               |              |
| N 641              | 1901            | 1975               |              |
| S 1277             | 1916            | 1977               |              |
| MFH 1              | 1922            | 1982               | [ a ]        |
| B 1369             | 1918            | 1990               | såld år 2009 |
| E 901              | 1907            | 1994               |              |
| MTJ 14             | 1899            | 1999               |              |
| MlSlJ 2 / BLHJ 2   | 1906            | 2006               | [ b ]        |
| MLJ 1 Limhamn      | 1888            | 2007               |              |

1. ↑  Deponerad av Malmö Museum
2. ↑  Tillhör Trelleborgs museum

| Littera, nummer    | tillverkningsår | till föreningen år | antal sittplatser | anmärkning |
| ------------------ | --------------- | ------------------ | ----------------- | ---------- |
| C4 1768            | 1908            | 1973               | 60                |            |
| C3b 1459           | 1904            | 1974               | 54                |            |
| C3g 2623           | 1920            | 1975               | 55                |            |
| DFo5 2757          | 1928            | 1975               | a)                | d)         |
| CF4b 1655          | 1906            | 1976               | 35                |            |
| C3c 1578           | 1906            | 1975               | 54                |            |
| FLJ BCo2 19        | 1901            | 1976               | 69                |            |
| Co8 2772           | 1928            | 1977               | 78                |            |
| L&HJ ACo 10        | 1896            | 1979               | 72                |            |
| MLJ 1 / ÖCJ Co 212 | 1888            | 1980               | 68/0 b)           |            |
| BF2b 1800          | 1908            | 1981               | 22                |            |
| BJ Ro36            | 1915            | 1985               | 40 c)             |            |
| MLJ C18            |                 | 1985               | 44                |            |

a) post och resgodsvagn   b) ombyggd till fjärdeklassvagn utan sittplatser  c) restaurangvagn d) såld till Sveriges järnvägsmuseum